# Steven De Neef
Steven De Neef  (né le 16 janvier 1971 à Asse en Belgique) est un coureur cycliste et directeur sportif belge. Après sa carrière, il devient directeur sportif de l'équipe Bofrost-Steria en 2012. Il est actuellement directeur sportif de l'équipe Wanty-Groupe Gobert.

## Biographie
En 2008, avec l'équipe Davitamon-Lotto-Jong Vlaanderen, il remporte le Grand Prix de Pérenchies en France.
En 2011, il met fin à sa carrière de coureur à l'issue des Six Jours de Gand. Il devient directeur sportif de l'équipe Jong Vlaanderen en 2012.

## Palmarès sur route

### Par années
- 1996
  - Tour de la province d'Anvers
  - 2e de Bruxelles-Opwijk
  - 3e de l'Internationale Wielertrofee Jong Maar Moedig
- 2002
  - 3e de la Coupe Sels
- 2003
  - 3e du Grand Prix Briek Schotte
- 2004
  - 2e du Grand Prix Marcel Kint
- 2008
  - Liedekerkse Pijl
  - Grand Prix de Pérenchies
- 2011
  - 2e du Stadsprijs Geraardsbergen

### Classements mondiaux
| Année           | 2005 | 2006 | 2007 | 2008 | 2009 |
| --------------- | ---- | ---- | ---- | ---- | ---- |
| UCI Europe Tour | 662e |      |      | 269e | 907e |

## Palmarès sur piste

### Championnats d'Europe
- 2003
  -  Médaillé d'argent de la course derrière derny

### Championnats de Belgique
- 1996
  - 3e de l'omnium
- 2000
  -  Champion de Belgique de l'omnium
  - 3e de l'américaine
  - 3e de la poursuite par équipes
  - 3e de la course aux points
- 2002
  - 2e de l'omnium
- 2003
  -  Champion de Belgique de l'américaine (avec Wouter Van Mechelen)
  -  Champion de Belgique derrière derny
- 2004
  -  Champion de Belgique de l'américaine (avec Andries Verspeeten)
- 2006
  - 3e de la poursuite par équipes
- 2007
  - 2e de l'américaine
  - 3e de la poursuite par équipes
  - 3e de la course aux points
  - 3e de la course derrière derny
- 2008
  - 2e de l'américaine
  - 2e de la course derrière derny
- 2010
  - 2e de la course derrière derny
- 2011
  - 2e de la poursuite par équipes
  - 3e de la course derrière derny
  - 3e de l'américaine
  - 3e du scratch
  - 3e de la course aux points